# Wami (Fluss)
Der Wami ist ein Fluss in der Region Pwani und Morogoro im Osten Tansanias.

## Verlauf
Er hat mehrere Quellgebiete. Allgemein wird die Quelle bei den Kaguru-Bergen angegeben. Doch sein Einzugsgebiet reicht durch den Kinyasangwe weit über Dodoma hinaus bis an den Südrand der Massai-Steppe. Erst nach Verlassen der Mkataebene am Nordrand des Mikumi-Nationalparks heißt er Wami.
Bedingt durch die Abholzung und klimatische Veränderungen in der Region nimmt sein Abfluss stetig ab.

## Hydrometrie
Der Wami fließt regenzeitabhängig, wie die meisten Flüsse in der Region.
Die Durchflussmenge des Flusssystems wird an einigen Punkten erfasst. Die in dem Diagramm dargestellten Daten wurden an der Messstation in Mandera genommen, ca. 50 km oberhalb der Mündung des Wami. Die dort beobachtete mittlere jährliche Durchflussmenge betrug 60,6 m³/s (1954–1984). gespeist durch etwa 82 % des Einzugsgebiets des Flusses (Werte aus einem Diagramm abgelesen).